# João Denoni
João Denoni Júnior dit João Denoni, né le 2 février 1994 à Jaboticabal, est un footballeur brésilien qui évolue au poste de milieu défensif au Mirassol FC.

## Statistiques
| Saison                | Club                  | Championnat           | Championnat | Championnat | Coupe(s) nationale(s) | Coupe(s) nationale(s) | Compétition(s) continentale(s) | Compétition(s) continentale(s) | Compétition(s) continentale(s) | Total | Total |
| Saison                | Club                  | Division              | M.          | B.          | M.                    | B.                    | Comp.                          | M.                             | B.                             | M.    | B.    |
| 2012                  | SE Palmeiras          | Brasileirão           | 13          | 0           | 0                     | 0                     | -                              | -                              | -                              | 13    | 0     |
| 2013                  | SE Palmeiras          | Brasileirão           | 0           | 0           | 0                     | 0                     | -                              | -                              | -                              | 0     | 0     |
| Sous-total            | Sous-total            | Sous-total            | 13          | 0           | 0                     | 0                     | -                              | -                              | -                              | 13    | 0     |
| Total sur la carrière | Total sur la carrière | Total sur la carrière | 13          | 0           | 0                     | 0                     | -                              | -                              | -                              | 13    | 0     |